# 1249

## Události
- začátek českého báňského práva, které později platilo v celé Evropě.

## Narození
- ? – Robert III. Flanderský, flanderský hrabě († 1322)
- ? – Erik V. Dánský, dánský král († 1286)
- ? – Anežka Bádenská, vévodkyně korutanská a hraběnka z Heunburgu († 2. ledna 1295)

## Úmrtí
- 22. ledna – Archambaud IX. Bourbonský, pán z Bourbonu, hrabě z Nevers, Auxerre a Tonnerre (* 1205)
- 5. června – Hugo X. z Lusignanu, hrabě z la Marche a Angoulême, účastník křížových výprav (* cca 1185)
- 6. července – Alexandr II., skotský král (* 24. srpna 1198)
- 27. září – Raimond VII. z Toulouse, hrabě z Toulouse, účastník krížové výpravy (* 1197)
- Rudolf III. z Habsburgu-Laufenburgu, hrabě z Habsburgu (* ?)

## Hlava státu
- České království – Václav I.
- Svatá říše římská – Fridrich II. Štaufský – Vilém Holandský
- Papež – Inocenc IV.
- Anglické království – Jindřich III. Plantagenet
- Francouzské království – Ludvík IX.
- Polské knížectví – Boleslav V. Stydlivý
- Uherské království – Béla IV.
- Portugalské království – Alfons III.
- Latinské císařství – Balduin II.
- Nikájské císařství – Jan III. Dukas Vatatzés